# Nikólaosz Lagojánisz
Nikólaosz Lagojánisz (görög betűkkel Νικόλαος Λαγογιάννης) (?, 1937 – ?, 2016. április 20.) görög nemzetközi labdarúgó-játékvezető.

## Pályafutása

### Nemzetközi játékvezetés
A Görög labdarúgó-szövetség Játékvezető Bizottsága (JB) 1977-ben terjesztette fel nemzetközi játékvezetőnek, a Nemzetközi Labdarúgó-szövetség (FIFA) bíróinak keretébe. Több nemzetek közötti válogatott és klubmérkőzést vezetett, vagy működő társának partbíróként segített. A görög nemzetközi játékvezetők rangsorában, a világbajnokság-Európa-bajnokság sorrendjében többedmagával a 14. helyet foglalja el 1 találkozó szolgálatával. Az aktív nemzetközi játékvezetéstől 1980-ban búcsúzott. Válogatott mérkőzéseinek száma: 2.

#### Európa-bajnokság
Az európai labdarúgótorna döntőjéhez vezető úton Olaszországba a VI., az 1980-as labdarúgó-Európa-bajnokságra az UEFA JB játékvezetőként foglalkoztatta.
| Időpont         | Helyszín              | Mérkőzés típusa           | Mérkőzés    | Eredmény | Nézők száma |
| --------------- | --------------------- | ------------------------- | ----------- | -------- | ----------- |
| 1979. június 2. | Empire Stadion, Gżira | előselejtező (7. csoport) | Málta–Wales | 0 : 2    | 8 358       |